# Ricky Ledo
Pour les articles homonymes, voir Ledo (homonymie).
Ricardo « Ricky » Ledo, né le 10 septembre 1992, est un joueur américain de basket-ball. Il évolue au poste d'arrière.

## Carrière
Après avoir passé une année à l'université de la Providence sans être apte à jouer, il s'inscrit à la Draft 2013 de la NBA. En dépit du fait qu'il n'ait jamais pas joué un seul match dans sa carrière universitaire avec l'équipe de la Providence, il est toujours vu par la NBA comme un joueur sortant de l'université de la Providence par opposition à l'école secondaire.
Ledo est sélectionné par les Bucks de Milwaukee à la 43e position de la draft. Ses droits de draft sont transférés aux Sixers de Philadelphie et enfin aux Mavericks de Dallas. Le 24 juillet 2013, il signe un contrat rookie avec les Mavericks.
Durant sa saison rookie, il est envoyé plusieurs fois chez les Legends du Texas en D-League. Il dispute 39 rencontres avec les Legends et termine la saison avec moyennes de 13,3 points, 5,9 rebonds et 2,9 passes décisives en 29,6 minutes par match. Avec les Mavericks, il participe à 11 matchs de la saison qu'il termine avec 1,7 point, 0,2 rebond et 0,2 passe décisives en 3,0 minutes par match.
Durant la saison NBA 2014-2015, il est également envoyé en D-League et fait peu d'apparitions avec les Mavericks. Le 17 février 2015, il est coupé par les Mavericks.
Le 19 mars 2015, Ledo signe un contrat de dix jours avec les Knicks de New York. Le 29 mars, il signe un second contrat de dix jours avec les Knicks. Le 3 avril, il établit son record de points en carrière en marquant 21 points lors de la défaite des siens 87 à 101 contre les Wizards de Washington. Le 8 avril, il signe avec les Knicks pour le reste de la saison. Le 30 juillet 2015, il est coupé par les Knicks.
Ledo quitte les États-Unis. Il joue à Porto Rico, puis en Turquie. En juin 2017, il signe un contrat de deux ans avec l'Anadolu Efes Spor Kulübü. Ledo est rapidement licencié par l'Anadolu Efes et en janvier 2018, Ledo retrouve un contrat aux États-Unis avec le Herd du Wisconsin, une équipe de G-League.

## Records sur une rencontre en NBA
Les records personnels de Ricky Ledo, officiellement recensés par la NBA sont les suivants :
| Type de statistique        | Saison régulière | Saison régulière        | Saison régulière |
| Type de statistique        | Record           | Adversaire              | Date             |
| -------------------------- | ---------------- | ----------------------- | ---------------- |
| Points                     | 21               | @ Wizards de Washington | 3 avril 2015     |
| Paniers marqués            | 6                | @ Wizards de Washington | 3 avril 2015     |
| Paniers tentés             | 14               | Clippers de Los Angeles | 25 mars 2015     |
| Paniers à 3 points réussis | 2                | 3 fois                  |                  |
| Paniers à 3 points tentés  | 7                | Clippers de Los Angeles | 25 mars 2015     |
| Lancers francs réussis     | 7                | @ Wizards de Washington | 3 avril 2015     |
| Lancers francs tentés      | 8                | @ Wizards de Washington | 3 avril 2015     |
| Rebonds offensifs          | 3                | @ Wizards de Washington | 3 avril 2015     |
| Rebonds défensifs          | 6                | @ Wizards de Washington | 3 avril 2015     |
| Rebonds totaux             | 9                | @ Wizards de Washington | 3 avril 2015     |
| Passes décisives           | 4                | Nets de Brooklyn        | 1er avril 2015   |
| Interceptions              | 2                | @ Bulls de Chicago      | 28 mars 2015     |
| Contres                    | 1                | Bucks de Milwaukee      | 10 avril 2015    |
| Balles perdues             | 7                | Clippers de Los Angeles | 25 mars 2015     |
| Minutes jouées             | 32               | @ Wizards de Washington | 3 avril 2015     |

- Double-double : aucun (au terme de la saison 2014/2015)
- Triple-double : aucun.